# Dissmeryngodes amapa
Dissmeryngodes amapa är en tvåvingeart som beskrevs av Artigas 1991. Dissmeryngodes amapa ingår i släktet Dissmeryngodes och familjen rovflugor. Inga underarter finns listade i Catalogue of Life.